# Günther Sidl
Günther Sidl, né le 19 mars 1975 à Sankt Pölten, est un homme politique autrichien, membre du Parti social-démocrate d'Autriche (SPÖ). Il est député européen depuis 2019.

## Biographie
Günther Sidl étudie le journalisme et la communication. Après avoir obtenu sa maîtrise, il entame des études de sciences politiques pour préparer un doctorat.
Il est le directeur de l'Urania à Vienne de 2013 à 2019. 
Il est député au Parlement de Basse-Autriche de 2013 à juin 2019 avant d'être élu en 2019 au Parlement européen, où il siège au sein de l'Alliance progressiste des socialistes et démocrates (S&D). Il est réélu en 2024.